# Phượng Đài
Phượng Đài (chữ Hán giản thể: 凤台县, Hán Việt: Phượng Đài huyện) là một huyện thuộc địa cấp thị Hoài Nam, tỉnh An Huy, Cộng hòa Nhân dân Trung Hoa. Huyện Phượng Đài có diện tích 1100 km2, dân số 800.000 người, mã số bưu chính 232100. Huyện này được chia thành các đơn vị hành chính gồm 6 trấn, 12 hương và 1 hương dân tộc. Các đơn vị này lại được chia ra thành 12 uỷ ban cư dân và 279 uỷ ban thôn.
- Trấn: Thành Quan, Đại Sơn, Mao Tập, Tân Tập, Nhạc Trương Tập, Chu Mã Điếm.
- Hương: Lưu Tập, Dương Thôn, Quế Tập, Thưởng Đường, Tập Cương, Cố Kiều, Quan Điếm, Cổ Điếm, Đinh Tập, Đại Hưng Tập, Hạ Tập, Tiền Miếu.
- Hương dân tộc Hồi Cổ Lý Xung.

## Khí hậu
| Dữ liệu khí hậu của Phượng Đài (1991–2020 normals, extremes 1981–2010) | Dữ liệu khí hậu của Phượng Đài (1991–2020 normals, extremes 1981–2010) | Dữ liệu khí hậu của Phượng Đài (1991–2020 normals, extremes 1981–2010) | Dữ liệu khí hậu của Phượng Đài (1991–2020 normals, extremes 1981–2010) | Dữ liệu khí hậu của Phượng Đài (1991–2020 normals, extremes 1981–2010) | Dữ liệu khí hậu của Phượng Đài (1991–2020 normals, extremes 1981–2010) | Dữ liệu khí hậu của Phượng Đài (1991–2020 normals, extremes 1981–2010) | Dữ liệu khí hậu của Phượng Đài (1991–2020 normals, extremes 1981–2010) | Dữ liệu khí hậu của Phượng Đài (1991–2020 normals, extremes 1981–2010) | Dữ liệu khí hậu của Phượng Đài (1991–2020 normals, extremes 1981–2010) | Dữ liệu khí hậu của Phượng Đài (1991–2020 normals, extremes 1981–2010) | Dữ liệu khí hậu của Phượng Đài (1991–2020 normals, extremes 1981–2010) | Dữ liệu khí hậu của Phượng Đài (1991–2020 normals, extremes 1981–2010) | Dữ liệu khí hậu của Phượng Đài (1991–2020 normals, extremes 1981–2010) |
| Tháng                                                                  | 1                                                                      | 2                                                                      | 3                                                                      | 4                                                                      | 5                                                                      | 6                                                                      | 7                                                                      | 8                                                                      | 9                                                                      | 10                                                                     | 11                                                                     | 12                                                                     | Năm                                                                    |
| ---------------------------------------------------------------------- | ---------------------------------------------------------------------- | ---------------------------------------------------------------------- | ---------------------------------------------------------------------- | ---------------------------------------------------------------------- | ---------------------------------------------------------------------- | ---------------------------------------------------------------------- | ---------------------------------------------------------------------- | ---------------------------------------------------------------------- | ---------------------------------------------------------------------- | ---------------------------------------------------------------------- | ---------------------------------------------------------------------- | ---------------------------------------------------------------------- | ---------------------------------------------------------------------- |
| Cao kỉ lục °C (°F)                                                     | 20.5 (68.9)                                                            | 27.3 (81.1)                                                            | 29.2 (84.6)                                                            | 34.1 (93.4)                                                            | 37.3 (99.1)                                                            | 39.1 (102.4)                                                           | 40.1 (104.2)                                                           | 37.7 (99.9)                                                            | 37.6 (99.7)                                                            | 33.3 (91.9)                                                            | 29.0 (84.2)                                                            | 22.4 (72.3)                                                            | 40.1 (104.2)                                                           |
| Trung bình ngày tối đa °C (°F)                                         | 6.7 (44.1)                                                             | 9.8 (49.6)                                                             | 15.2 (59.4)                                                            | 21.7 (71.1)                                                            | 27.1 (80.8)                                                            | 30.4 (86.7)                                                            | 32.0 (89.6)                                                            | 31.1 (88.0)                                                            | 27.4 (81.3)                                                            | 22.5 (72.5)                                                            | 15.7 (60.3)                                                            | 9.0 (48.2)                                                             | 20.7 (69.3)                                                            |
| Trung bình ngày °C (°F)                                                | 2.3 (36.1)                                                             | 5.1 (41.2)                                                             | 10.1 (50.2)                                                            | 16.4 (61.5)                                                            | 21.9 (71.4)                                                            | 25.9 (78.6)                                                            | 28.2 (82.8)                                                            | 27.2 (81.0)                                                            | 22.8 (73.0)                                                            | 17.3 (63.1)                                                            | 10.7 (51.3)                                                            | 4.5 (40.1)                                                             | 16.0 (60.9)                                                            |
| Tối thiểu trung bình ngày °C (°F)                                      | −1.1 (30.0)                                                            | 1.4 (34.5)                                                             | 5.9 (42.6)                                                             | 11.7 (53.1)                                                            | 17.2 (63.0)                                                            | 21.8 (71.2)                                                            | 25.0 (77.0)                                                            | 24.1 (75.4)                                                            | 19.3 (66.7)                                                            | 13.3 (55.9)                                                            | 6.8 (44.2)                                                             | 1.0 (33.8)                                                             | 12.2 (54.0)                                                            |
| Thấp kỉ lục °C (°F)                                                    | −15.5 (4.1)                                                            | −13.3 (8.1)                                                            | −5.0 (23.0)                                                            | 0.1 (32.2)                                                             | 5.0 (41.0)                                                             | 12.2 (54.0)                                                            | 18.1 (64.6)                                                            | 14.9 (58.8)                                                            | 9.6 (49.3)                                                             | 1.0 (33.8)                                                             | −8.1 (17.4)                                                            | −16.8 (1.8)                                                            | −16.8 (1.8)                                                            |
| Lượng Giáng thủy trung bình mm (inches)                                | 33.5 (1.32)                                                            | 37.3 (1.47)                                                            | 58.1 (2.29)                                                            | 56.0 (2.20)                                                            | 79.3 (3.12)                                                            | 164.2 (6.46)                                                           | 209.4 (8.24)                                                           | 135.8 (5.35)                                                           | 77.9 (3.07)                                                            | 50.4 (1.98)                                                            | 41.7 (1.64)                                                            | 23.8 (0.94)                                                            | 967.4 (38.08)                                                          |
| Số ngày giáng thủy trung bình (≥ 0.1 mm)                               | 7.0                                                                    | 7.9                                                                    | 8.5                                                                    | 7.8                                                                    | 9.2                                                                    | 9.3                                                                    | 12.0                                                                   | 11.9                                                                   | 8.4                                                                    | 7.4                                                                    | 7.9                                                                    | 6.0                                                                    | 103.3                                                                  |
| Số ngày tuyết rơi trung bình                                           | 4.5                                                                    | 2.5                                                                    | 1.2                                                                    | 0                                                                      | 0                                                                      | 0                                                                      | 0                                                                      | 0                                                                      | 0                                                                      | 0                                                                      | 0.7                                                                    | 1.4                                                                    | 10.3                                                                   |
| Độ ẩm tương đối trung bình (%)                                         | 71                                                                     | 71                                                                     | 67                                                                     | 68                                                                     | 68                                                                     | 72                                                                     | 80                                                                     | 82                                                                     | 79                                                                     | 73                                                                     | 72                                                                     | 70                                                                     | 73                                                                     |
| Số giờ nắng trung bình tháng                                           | 121.7                                                                  | 121.6                                                                  | 159.7                                                                  | 189.7                                                                  | 196.4                                                                  | 171.8                                                                  | 186.3                                                                  | 178.2                                                                  | 157.5                                                                  | 151.9                                                                  | 145.7                                                                  | 135.3                                                                  | 1.915,8                                                                |
| Phần trăm nắng có thể                                                  | 38                                                                     | 39                                                                     | 43                                                                     | 49                                                                     | 46                                                                     | 40                                                                     | 43                                                                     | 44                                                                     | 43                                                                     | 44                                                                     | 47                                                                     | 44                                                                     | 43                                                                     |
| Nguồn: China Meteorological Administration                             |                                                                        |                                                                        |                                                                        |                                                                        |                                                                        |                                                                        |                                                                        |                                                                        |                                                                        |                                                                        |                                                                        |                                                                        |                                                                        |